# František Trkal
František Trkal (* 10. April 1970 in Litomyšl) ist ein ehemaliger tschechischer Radrennfahrer.

## Sportliche Laufbahn
Trkal war im Straßenradsport aktiv und Teilnehmer der Olympischen Sommerspiele 1992 in Barcelona. Im olympischen Straßenrennen wurde er als 25. klassiert. Im Mannschaftszeitfahren belegte der Vierer aus der Tschechien mit Jaroslav Bílek, Miroslav Lipták, Pavel Padrnos und František Trkal den 8. Platz.
Als Junior gewann er 1988 die Silbermedaille bei den UCI-Straßen-Weltmeisterschaften der Junioren im Mannschaftszeitfahren für die Mannschaft der Tschechoslowakei.
Trkal war ein starker Fahrer in Etappenrennen. 1995 und 2001 siegte er in der Slowakei-Rundfahrt. 1993 wurde er Zweiter der Internationalen Friedensfahrt hinter Jaroslav Bílek. In der Tour du Vaucluse 1994 belegte er den 2. Platz im Gesamtklassement. Etappensiege holte er in der Bayern-Rundfahrt 1989, in der Friedensfahrt 1993 (zweifach), in der Niedersachsen-Rundfahrt 1993, in der Lidice-Rundfahrt 1993 (zweifach), in der Friedensfahrt 1994, in der Österreich-Rundfahrt 1995 (zweifach und Prolog), in der Bulgarien-Rundfahrt (vierfach) 1996, in der Friedensfahrt 1996, in der Niedersachsen-Rundfahrt 1996 (zweifach), in der Rhodos-Rundfahrt 2000 (zweifach) und in der Slowakei-Rundfahrt 2001. 2002 gewann er das Eintagesrennen Memoriál Josefa Křivky.
Zweiter wurde Trkal in der Lidice-Rundfahrt 1993 hinter Jaroslav Bílek, in der Tour du Vaucluse 1994, in der Tour de Bohemia 1994 hinter Pavel Padrnos, in der Österreich-Rundfahrt 1995 hinter Steffen Kjærgaard. Dritte Plätze holte er in der Friedensfahrt 1994 und in der Niedersachsen-Rundfahrt 1996. Ab 1996 startete er für das Radsportteam Husqvarna, später für die Teams PSK – Remerx und Ed’ System ZVVZ.